# Casajús
Casajús, o Bodegas Casajús, es una de las bodegas familiares españolas más reconocidas a nivel internacional. Se encuentra en la localidad burgalesa de Quintana del Pidio, ubicada en la D.O. Ribera del Duero. Durante generaciones las familias Calvo y Casajús elaboraron sus propios vinos familiares, aunque no fue hasta 1993 cuando José Alberto Calvo Casajús fundó la bodega.
La bodega se dio a conocer internacionalmente gracias a las altas valoraciones de la revista de vino estadounidense Robert Parker´s The Wine Advocate a sus vinos Casajús Antiguos Viñedos y Vendimia Seleccionada, y en especial a su vino de autor NIC.

## Historia

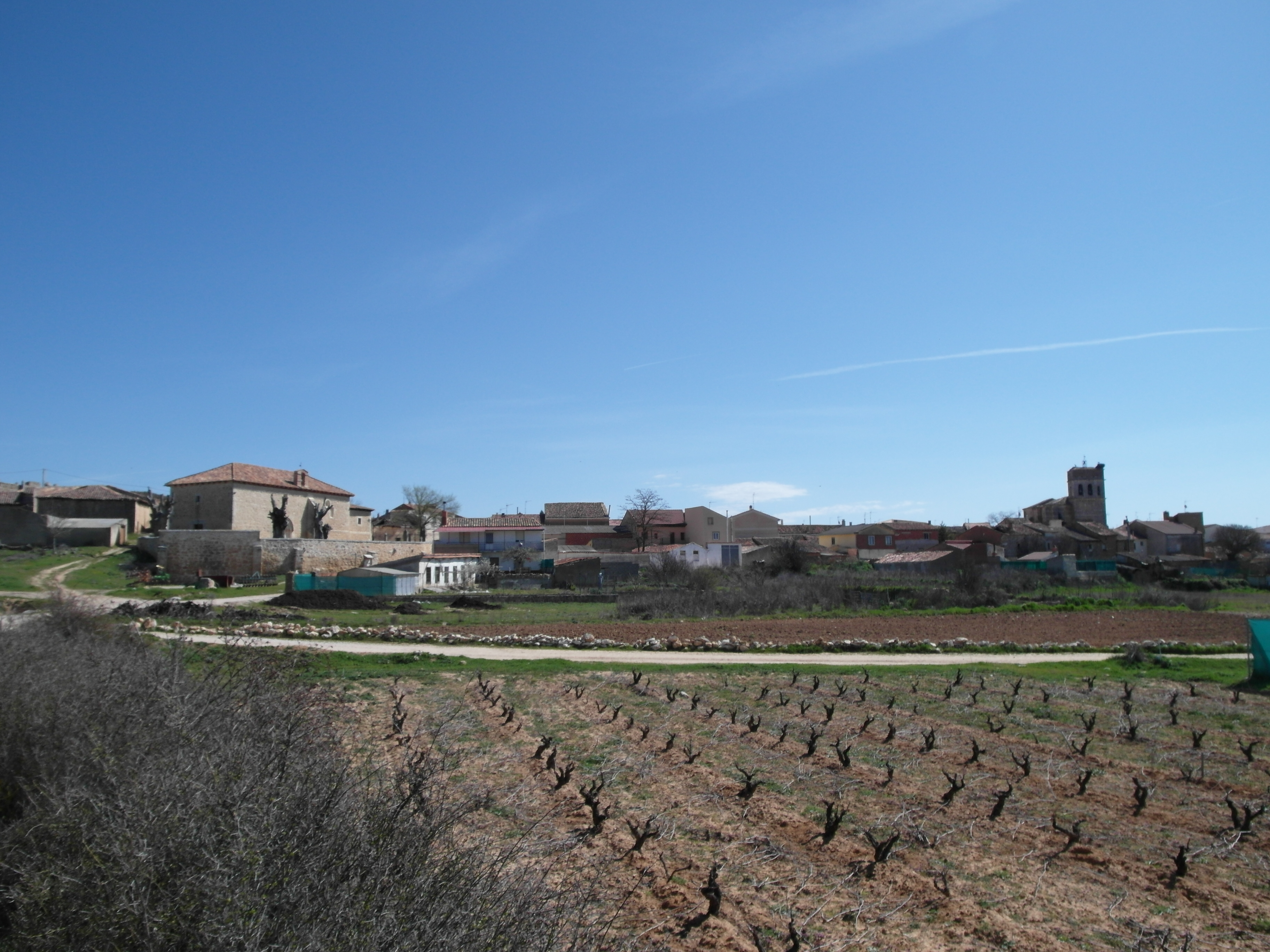
Vista de Quintana del Pidio en la D.O. Ribera del Duero.

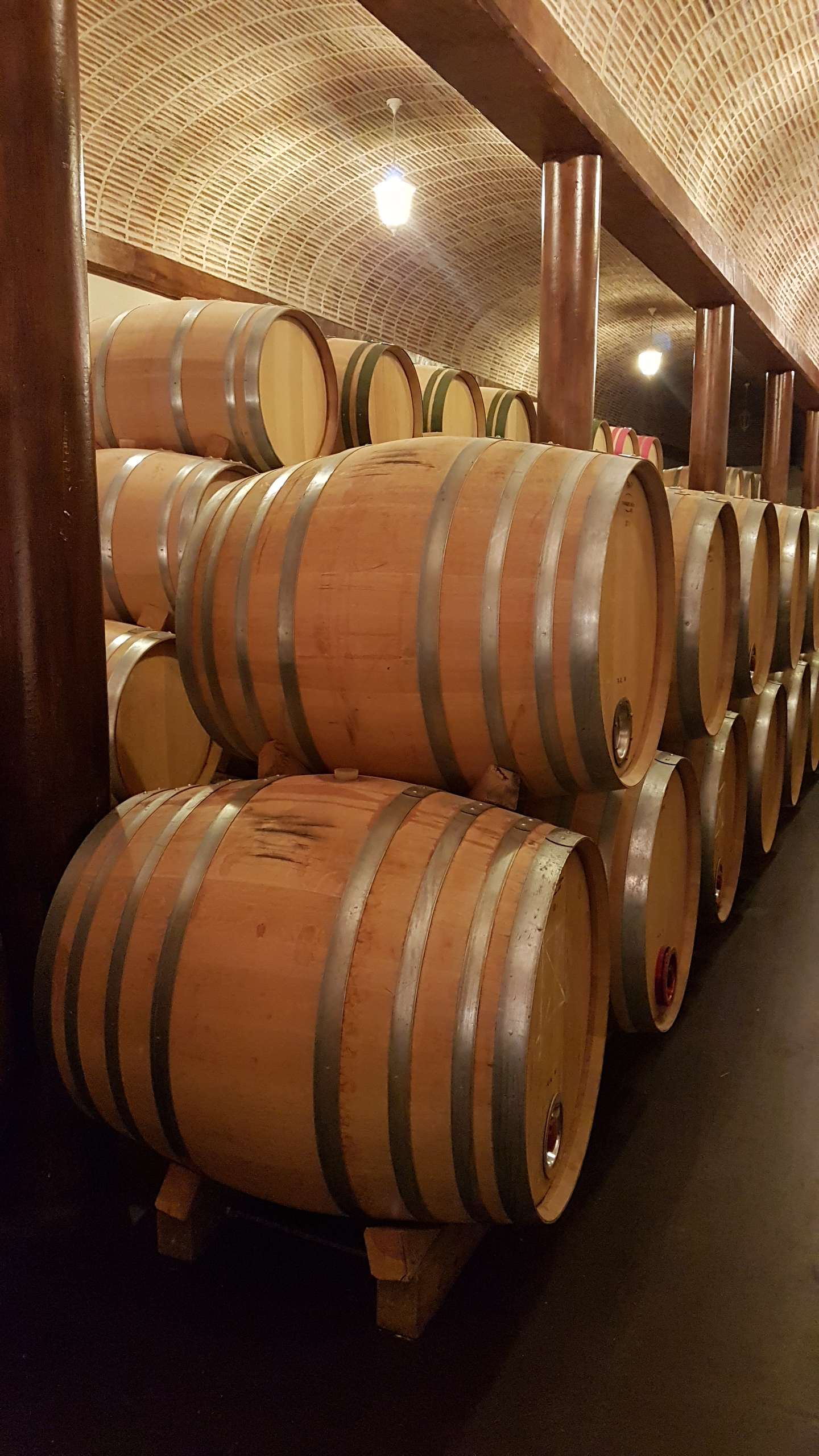
Barricas de roble de 500 litros, en la bodega Casajús.

### Años 1920
Los abuelos de José Alberto, y de su esposa Leonor, plantaron sus viñedos en 1920, en Quintana del Pidio, en el corazón de la Ribera del Duero. Durante generaciones las familias Calvo y Casajús elaboraron sus propios vinos en las bodegas tradicionales.

### Años 1960
En 1963 se fundó en Quintana del Pidio la cooperativa local de vino "Los Olmos", de la que la familia de José Alberto y Leonor fueron miembros fundadores y activos hasta inicios de los años 1990.

### Años 1990 y 2000
En 1993, José Alberto se desligó de la cooperativa local y fundó su propia bodega en Quintana del Pidio: "Bodegas J.A. Calvo Casajús", actividad que compaginaba con las labores de panadero. En el año 2004 comienza a producir su vino de autor NIC, acrónimo del nombre de sus hijos Nicolás y Catalina. Y a mediados de esa misma década comienza a recibir el reconocimiento internacional por sus altas valoraciones de Robert Parker´s Wine Advocate.

### Años 2010
En 2013 recibe las puntuaciones más altas en la Ribera del Duero del crítico británico Neal Martin para la revista estadounidense Robert Parker´s The Wine Advocate para su vino NIC 2009 con 97 puntos y Casajús Antiguos Viñedos 2009 con 95 puntos, recibiendo desde entonces la atención mediática internacional.

## Valoraciones Destacadas

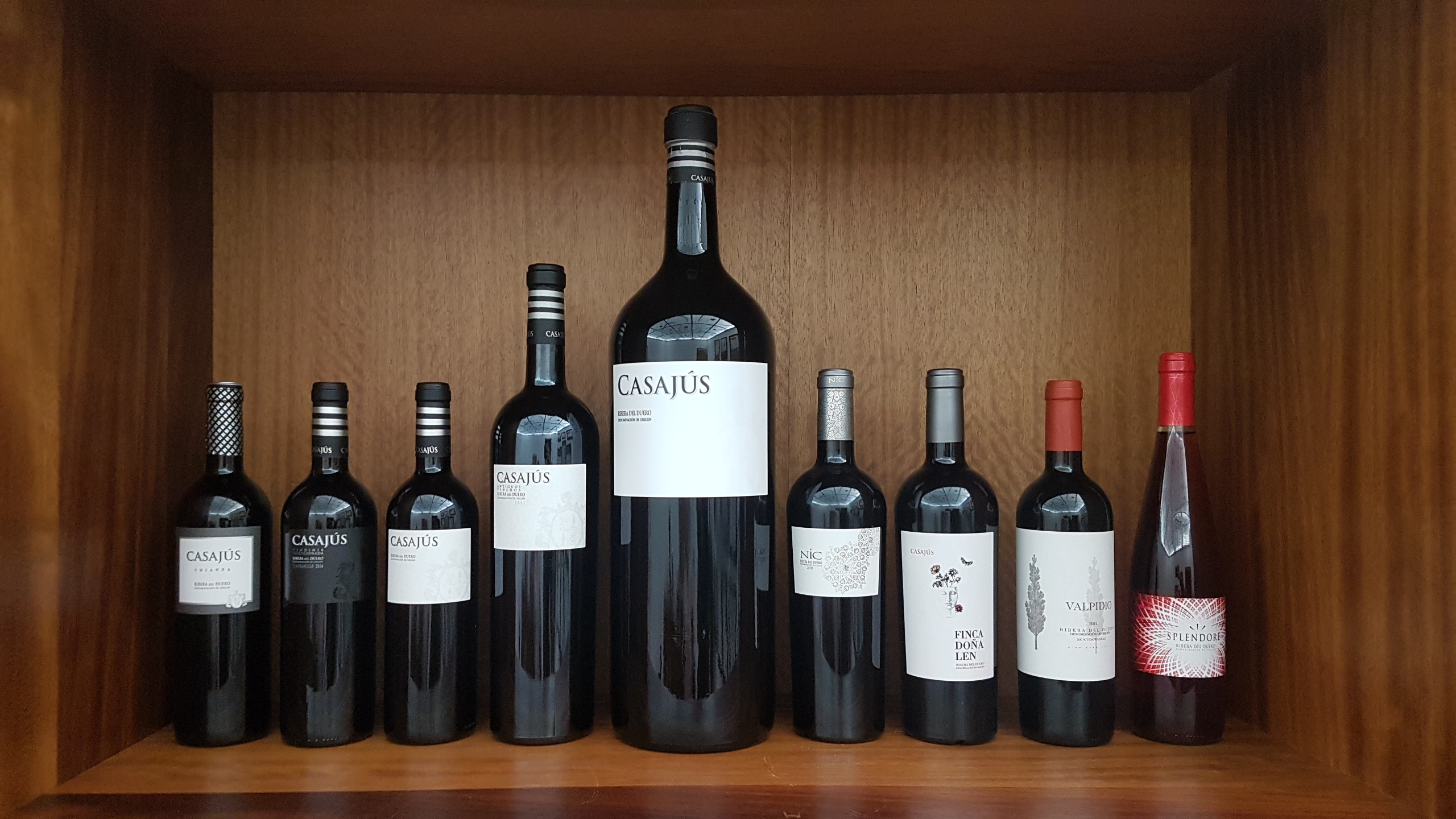
Botellas pertenecientes a la bodega Casajús.

Según Robert Parker (revista The Wine Advocate):
- NIC 2009: 97 puntos; 2005: 95+ puntos; 2006: 94+ puntos; 2011: 94 puntos; 2010: 93 puntos.
- Antiguos Viñedos 2009: 95 puntos; 2004 y 2012: 93 puntos; 2011: 92 puntos; 2005: 91 puntos.
- Vendimia Seleccionada 2010: 94 puntos; 2009: 93 puntos; 2005, 2007 y 2012: 92 puntos; 2006: 91 puntos.
- Splendore 2010: 93 puntos.
- Valpidio 2011: 92 puntos;[21] 2013 y 2014: 90 puntos.

Según la revista Wine Spectator:
- NIC 2010: 95 puntos.
- Antiguos Viñedos 2014: 93 puntos; 2011: 92 puntos.
- Vendimia Seleccionada 2014: 92 puntos.

### Galería de Fotos

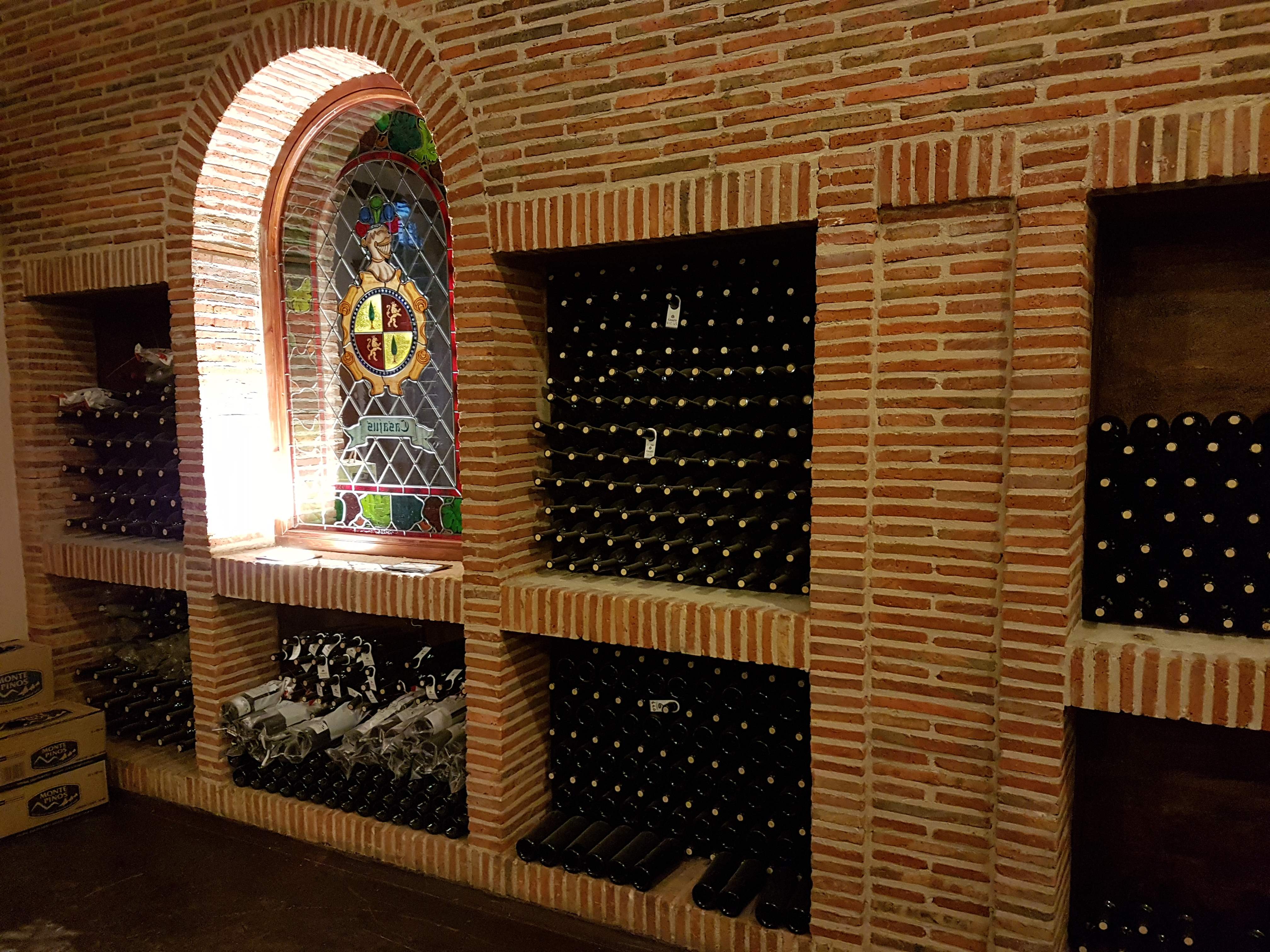
Despensa de botellas en la bodega Casajús.
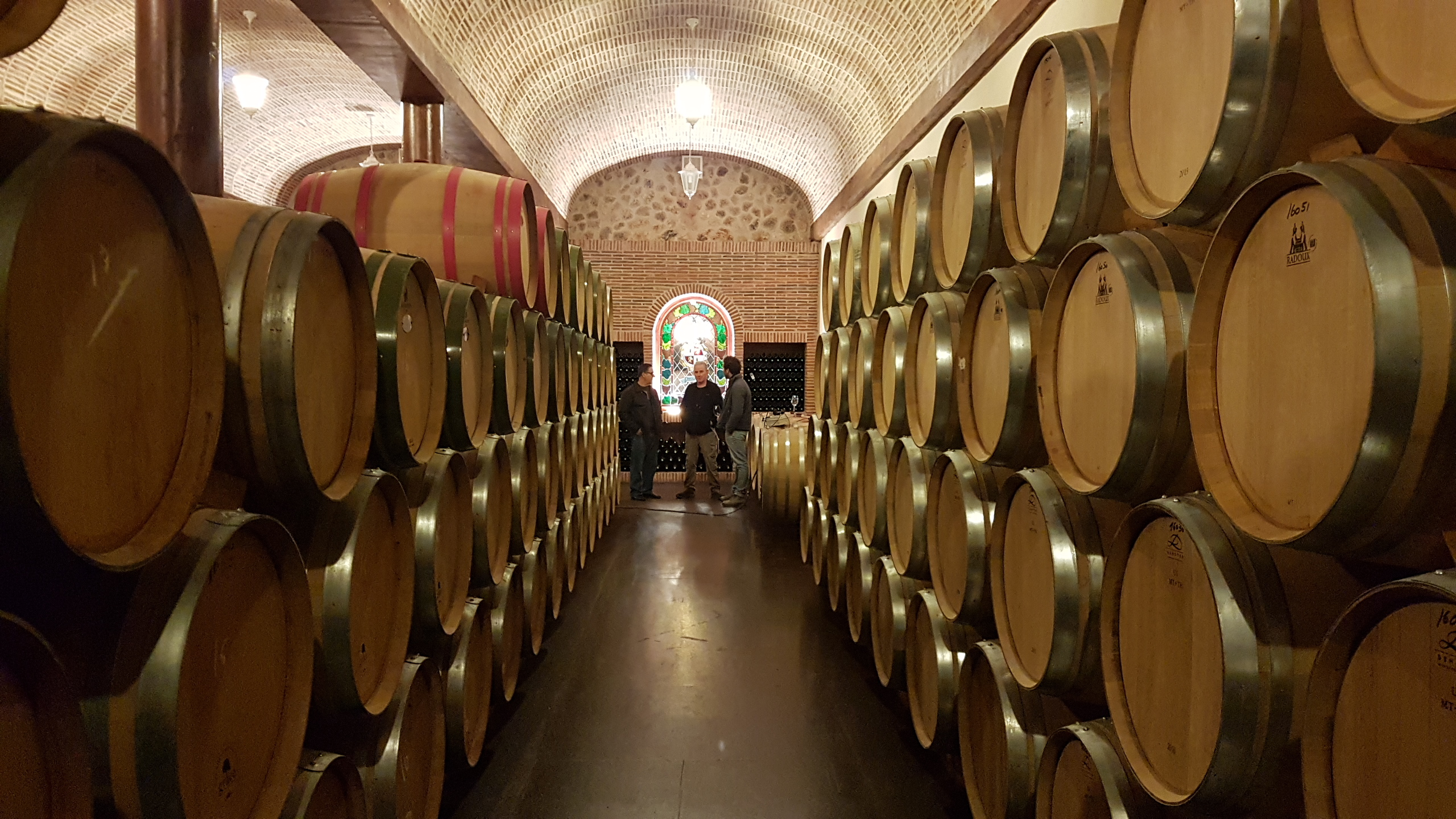
Bodega subterránea de Casajús.
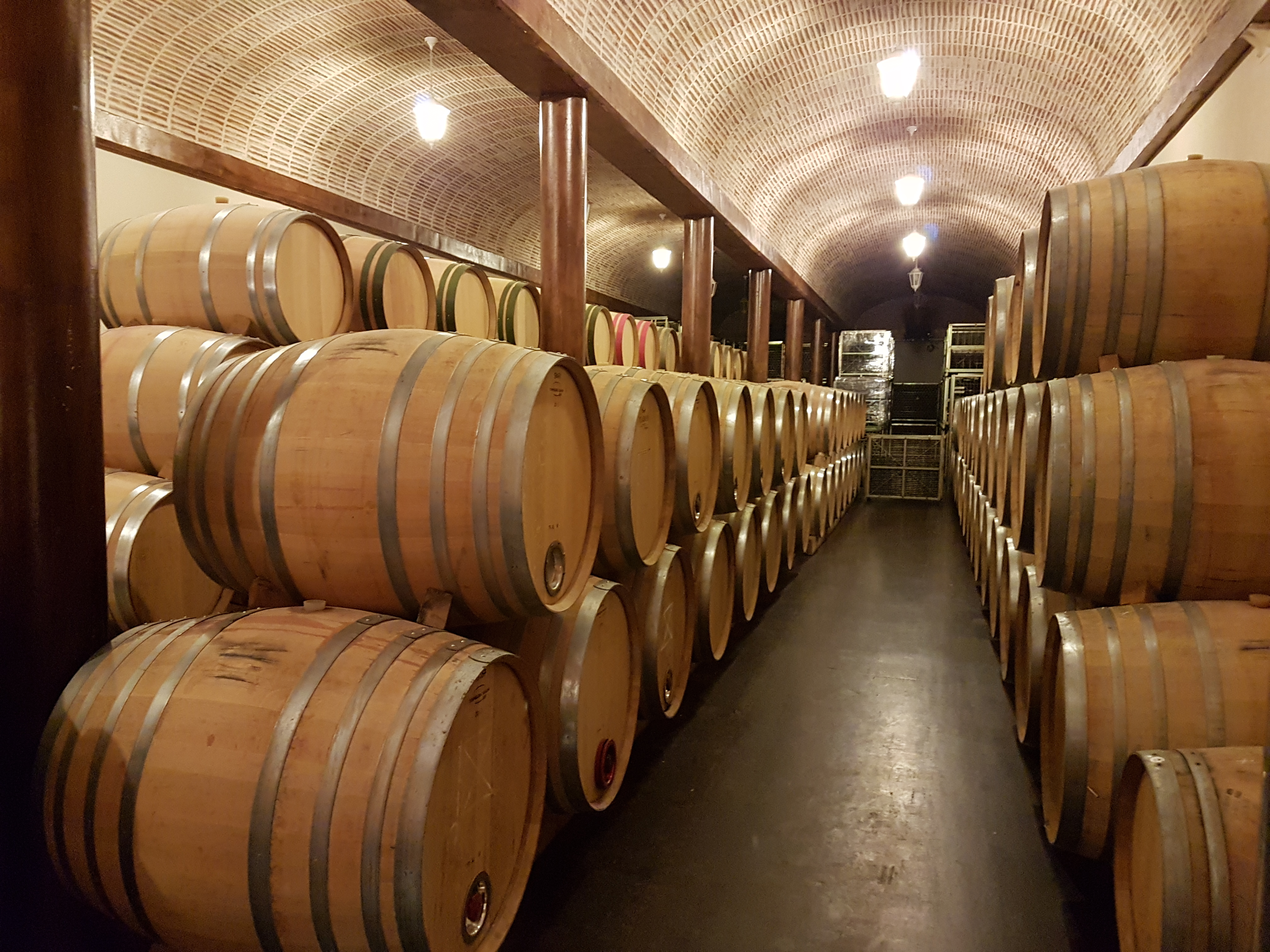
Barricas de vino en la bodega subterránea de Casajús.